# شالی، چچنستان
شهر شالی، چچن (به روسی: Шали) در کشور روسیه و در جمهوری چچن واقع شده‌است.